# Genua: Le Strade Nuove i system pałaców Rolli

Historyczne centrum Genui z zaznaczonymi Strade Nuove: via Balbi, via Cairoli i via Garibaldi

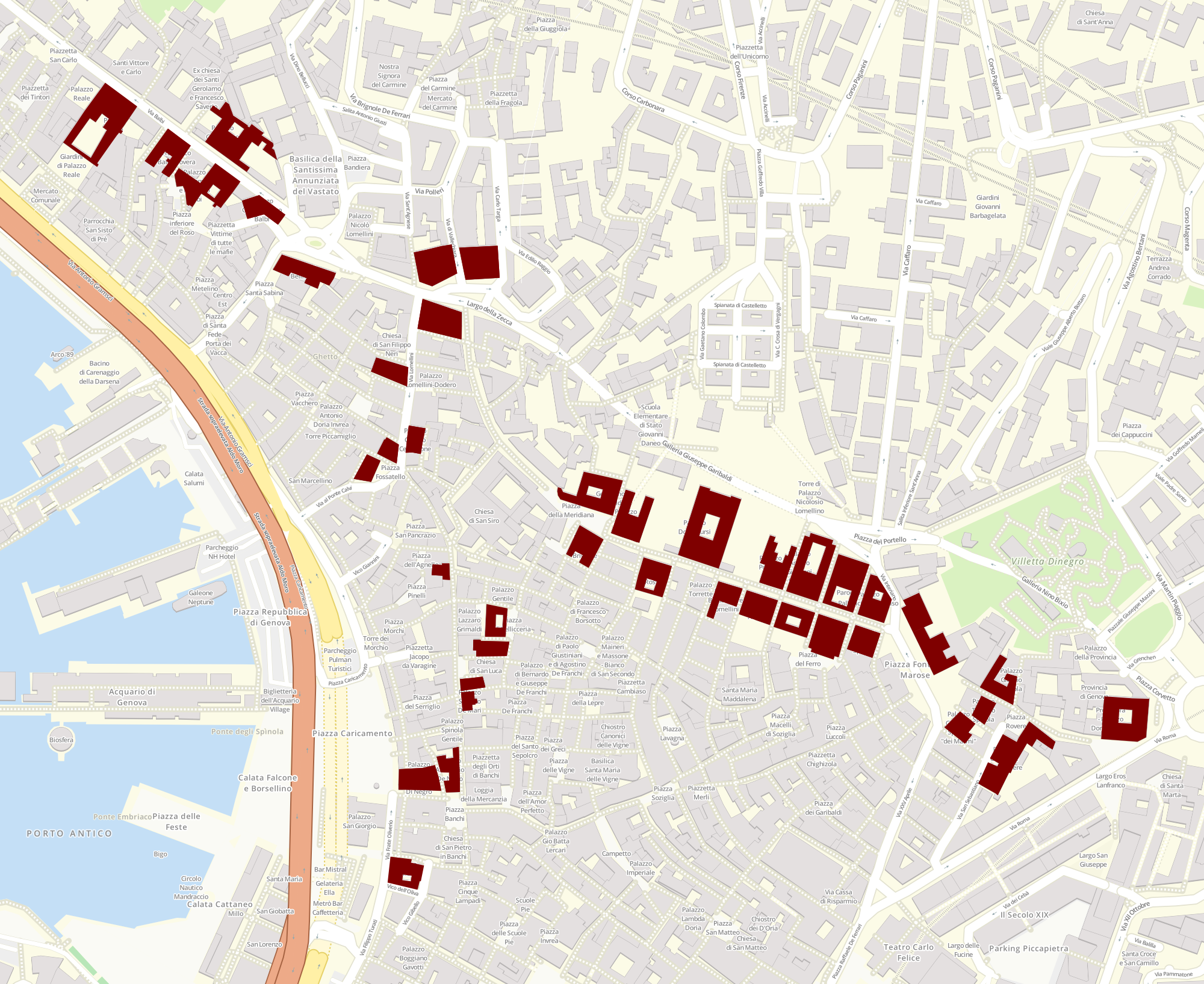
Pałace z listy Rolli na planie historycznego centrum

Genua: Le Strade Nuove i system pałaców Rolli (ang. Genoa: Le Strade Nuove and the system of the Palazzi dei Rolli, wł. Genova: Le Strade Nuove ed il complesso dei Palazzi dei Rolli) – zespół renesansowych i barokowych pałaców w historycznym centrum Genui, wybudowanych pod koniec XVI i na początku XVII wieku wzdłuż tzw. „nowych ulic” (Strade Nuove).
Pałace z listy Rolli (wł. rollo – lista) zbudowały najbogatsze i najbardziej wpływowe rodziny arystokratyczne Republiki Genui. Mają one pewne cechy wspólne: zostały wzniesione przeważnie jako trzy- lub czteropiętrowe budynki z otwartymi schodami, dziedzińcami oraz loggiami z widokiem na ogrody. Są one oryginalnym przykładem publicznego systemu prywatnych rezydencji, których właściciele zobowiązani byli – zgodnie z uchwałą Senatu z 1576 roku – do przyjmowania państwowych gości. Charakterystyczna dla architektury poszczególnych pałaców jest różnorodność rozwiązań, a ich ponadczasowa wartość polega na ich dostosowywaniu do specyfiki miejsca oraz do specyficznej organizacji społeczno–ekonomicznej. Strade Nuove i system pałaców Rolli reprezentują pierwszy w Europie przykład projektu rozwoju urbanistycznego o jednolitych założeniach, rozdzielanego przez władze publiczne. Strade Nuove oraz pałace z listy Rolli zostały w 2006 roku wpisane na listę światowego dziedzictwa UNESCO.

## Historia

### Strade Nuove
W 1551 roku, podczas rządów admirała Andrei Doria, zapoczątkowano budowę ulicy Strada Nuova (jej nazwę zmieniono później na via Garibaldi), która miała stać się dzielnicą miejskiego dobrobytu. Później w skład systemu Strade Nuove weszły ulice Lomellini i Balbi. Strade Nuove powstały na północ od miasta średniowiecznego, którego ciasne, gęsto zabudowane ulice nie stwarzały możliwości do wznoszenia okazałych rezydencji. Wielkie rody genueńskie zawsze dążyły do grupowania się w coraz okazalszych dzielnicach, odznaczających się wspaniałością i przepychem architektonicznym. Peter Paul Rubens był tak bardzo zdumiony nowoczesnością zbudowanych przy Strada Nuova pałaców, że zebrał w jednym tomie ich rysunki, tak, aby były przykładem dla wielkich rodzin w Antwerpii. Zgromadzone w jednym miejscu budynki głównych rodów genueńskich sprawiły, iż ulica zyskała miano Via Aurea (Złota Droga), następnie Via nuova dei palazzi, aż w 1882 roku magistrat zdecydował się nazwać ulicę imieniem bohatera narodowego Włoch, Giuseppe Garibaldiego. Ulica Garibaldiego ze swymi pałacami jest dziś z architektonicznego punktu widzenia jedną z najbardziej interesujących ulic świata.

### Pałace z listy Rolli
W 1576 roku Republika Genui ustanowiła ustawową listę Rolli, uznając najznaczniejsze pałace za miejsca do oficjalnego podejmowania znamienitych gości. Dzięki ówczesnym traktatom architektonicznym przykłady te zostały spopularyzowane, czyniąc Strade Nuove i późnorenesansowe pałace Genui znaczącym kamieniem milowym w rozwoju architektury manierystycznej i barokowej w Europie. Pałace te stanowią wybitny przykład miejskiego kompleksu, składającego się z arystokratycznych budynków o wysokich walorach architektonicznych, które ilustrują dokonania kupieckiego miasta Genui u szczytu jej potęgi gospodarczej i politycznej w XVI i XVII stuleciu.

## Dziedzictwo kulturowe
Wyznaczony obszar ochronny otacza zespół Strade Nuove i część średniowiecznej tkanki miejskiej. Ma on powierzchnię 113 ha, podczas gdy same pałace zajmują 15,777 ha. Układ ulic tego zaplanowanego, renesansowego zespołu urbanistycznego, usytuowanego powyżej miasta średniowiecznego został zachowany w stanie nienaruszonym. Zespół listy Rolli obejmuje 42 pałace, najbardziej reprezentatywne i najlepiej zachowane, jeśli chodzi o ich pierwotny wygląd.
Pałace z listy Rolli są położone przy ulicach Lomellini, Garibaldi i Balbi. Do najpiękniejszych zaliczają się: XVII-wieczny pałac Rodolfo e Francesco Maria Brignole, znany jako Palazzo Rosso oraz XVI-wieczne Palazzo Luca Grimaldi (Palazzo Bianco) i Palazzo Niccolò Grimaldi (Palazzo Doria-Tursi). Wszystkie trzy zlokalizowane są przy ulicy Garibaldi, a najbardziej majestatycznym spośród nich jest Palazzo Doria-Tursi. Pałace te stanowią pierwszą część Muzeów przy Strada Nuova (wł. Musei di Strada Nuova). Mają w swych zbiorach dzieła sztuki włoskiej, flamandzkiej i hiszpańskiej, w tym prace takich artystów jak: Guercino, Veronese, Antoon van Dyck, Caravaggio, czy Antonio Canova (rzeźba Magdalena pokutująca). Do grupy najpiękniejszych pałaców z listy Rolli zalicza się też Pałac Królewski (Palazzo Reale) położony przy ulicy Balbi, zbudowany w XVII wieku przez ród Balbi i przebudowany w XIX wieku przez dynastię sabaudzką. Także ten pałac jest dzisiaj muzeum, w którego 23 salach prezentowana jest sztuka epoki.
Oprócz pałaców Rolli na obszarze tym znajdują się również inne zabytkowe budynki, takie jak średniowieczne domy, czy budynki wybudowane stosunkowo niedawno. Współczesne ingerencje w zabytkową tkankę Starego Miasta (jak dobudowa do teatru miejskiego) są jednak stosunkowo ograniczone i nie zakłócają jej ogólnego charakteru.
| Nr ewid. | Pałac                               | Fundator                               | Adres                     |
| 1.       | Palazzo Doria-Spinola               | Antonio Doria                          | largo Lanfranco 1         |
| 2.       | Palazzo Della Rovere Clemente       | Clemente della Rovere                  | piazza Rovere 1           |
| 3.       | Palazzo Spinola Giorgio             | Gio. Batta Spinola                     | salita Santa Caterina 4   |
| 4.       | Palazzo Spinola Tomaso              | Tomaso Spinola                         | salita Santa Caterina 3   |
| 5.       | Palazzo Spinola Giacomo             | Giacomo Spinola                        | piazza Fontane Marose 6   |
| 6.       | Palazzo Ayrolo Agostino             | Agostino Ayrolo                        | piazza Fontane Marose 3-4 |
| 7.       | Palazzo Interiano Paolo e Niccolò   | Paolo i Nicolò Interiano               | piazza Fontane Marose 2   |
| 8.       | Palazzo Pallavicini Agostino        | Agostino Pallavicini                   | via Garibaldi 1           |
| 9.       | Palazzo Spinola Pantaleo            | Pantaleo Spinola                       | via Garibaldi 2           |
| 10.      | Palazzo Lercari Franco              | Franco Lercari                         | via Garibaldi 3           |
| 11.      | Palazzo Pallavicini Tobia           | Tobia Pallavicini                      | Via Garibaldi 4           |
| 12.      | Palazzo Spinola Angelo Giovanni     | Angelo Giovanni Spinola                | via Garibaldi 5           |
| 13.      | Palazzo Spinola Gio. Battista       | Gio. Battista Spinola                  | via Garibaldi 6           |
| 14.      | Palazzo Nicolosio Lomellini         | Nicolosio Lomellini                    | via Garibaldi 7           |
| 15.      | Palazzo Spinola Lazzaro e Giacomo   | Lazzaro i Giacomo Spinola              | via Garibaldi 8-10        |
| 16.      | Palazzo Doria-Tursi                 | Nicolò Grimaldi                        | via Garibaldi 9           |
| 17.      | Palazzo Lomellini Baldassarre       | Baldassarre Lomellini                  | via Garibaldi 12          |
| 18.      | Palazzo Bianco                      | Luca Grimaldi                          | via Garibaldi 11          |
| 19.      | Palazzo Rosso                       | Rodolfo i Francesco Brignole Sale      | via Garibaldi 18          |
| 20.      | Palazzo Grimaldi Gerolamo           | Gerolamo Grimaldi                      | salita San Francesco 4    |
| 21.      | Palazzo Brignole Gio Carlo          | Gio Carlo Brignole                     | piazza Meridiana 2        |
| 22.      | Palazzo Lomellini Bartolomeo        | Bartolomeo Lomellini                   | largo Zecca 4             |
| 23.      | Palazzo Lomellini Stefano           | Stefano Lomellini                      | via Cairoli 18            |
| 24       | Palazzo Lomellini Giacomo           | Giacomo Lomellini i Cattaneo De Marini | largo Zecca 2             |
| 25.      | Palazzo Cattaneo Antoniotto         | Antoniotto Cattaneo                    | piazza della Nunziata 2   |
| 26.      | Palazzo Balbi G. Agostino           | G. Agostino Balbi                      | via Balbi 1               |
| 27.      | Palazzo Balbi Gio. Francesco        | Gio. Francesco Balbi                   | via Balbi 2               |
| 28.      | Palazzo Balbi Giacomo e Pantaleo    | Giacomo i Pantaleo Balbi               | via Balbi 4               |
| 29.      | Palazzo Balbi Piovera Francesco     | Francesco Balbi Piovera                | via Balbi 6               |
| 30.      | Palazzo Reale                       | Stefano Balbi                          | via Balbi 10              |
| 31.      | Palazzo Centurione Cosma            | Cosma Centurione                       | via Lomellini 8           |
| 32.      | Palazzo Centurione Giorgio          | Giorgio Centurione                     | via Lomellini 5           |
| 33.      | Palazzo Centurione Gio. Battista    | Gio. Battista Centurione               | via del Campo 1           |
| 34.      | Palazzo Pallavicini Cipriano        | Babilano i Cipriano Pallavicini        | piazza Fossatello 2       |
| 35.      | Palazzo Spinola Nicolò              | Nicolò Spinola                         | via San Luca 14           |
| 36.      | Palazzo Grimaldi Francesco          | Francesco Grimaldi                     | piazza Pellicceria 1      |
| 37.      | Palazzo Grimaldi Gio. Battista      | Gio. Battista Grimaldi                 | vico San Luca 4           |
| 38.      | Palazzo Grimaldi Gio. Battista      | Gio. Battista Grimaldi                 | piazza San Luca 2         |
| 39       | Palazzo De Mari Stefano             | Stefano De Mari                        | via San Luca 5            |
| 40.      | Palazzo De Nigro Ambrogio           | Ambrogio De Nigro                      | via San Luca 2            |
| 41.      | Palazzo Di Negro Emanuele Filiberto | Emanuele Filiberto Di Negro            | via al Ponte Reale 2      |
| 42.      | Palazzo De Marini-Croce             | Croce De Marini                        | piazza De Marini 1        |

## Status prawno-własnościowy pałaców z listy Rolli
Pałace reprezentują kilka rodzajów własności. Niektóre z nich są własnością prywatną, inne - własnością publiczną: gminną (Gmina Genua) lub państwową (Ministero dei beni e delle attività culturali e del turismo), w niektórych mieszczą się biura i instytucje publiczne, a także muzea, jeszcze inne mają mieszaną formę własności. Od 2002 roku, pałace stanowią część związku Palazzi dei Rolli, organizacji, która je promuje i nimi zarządza.

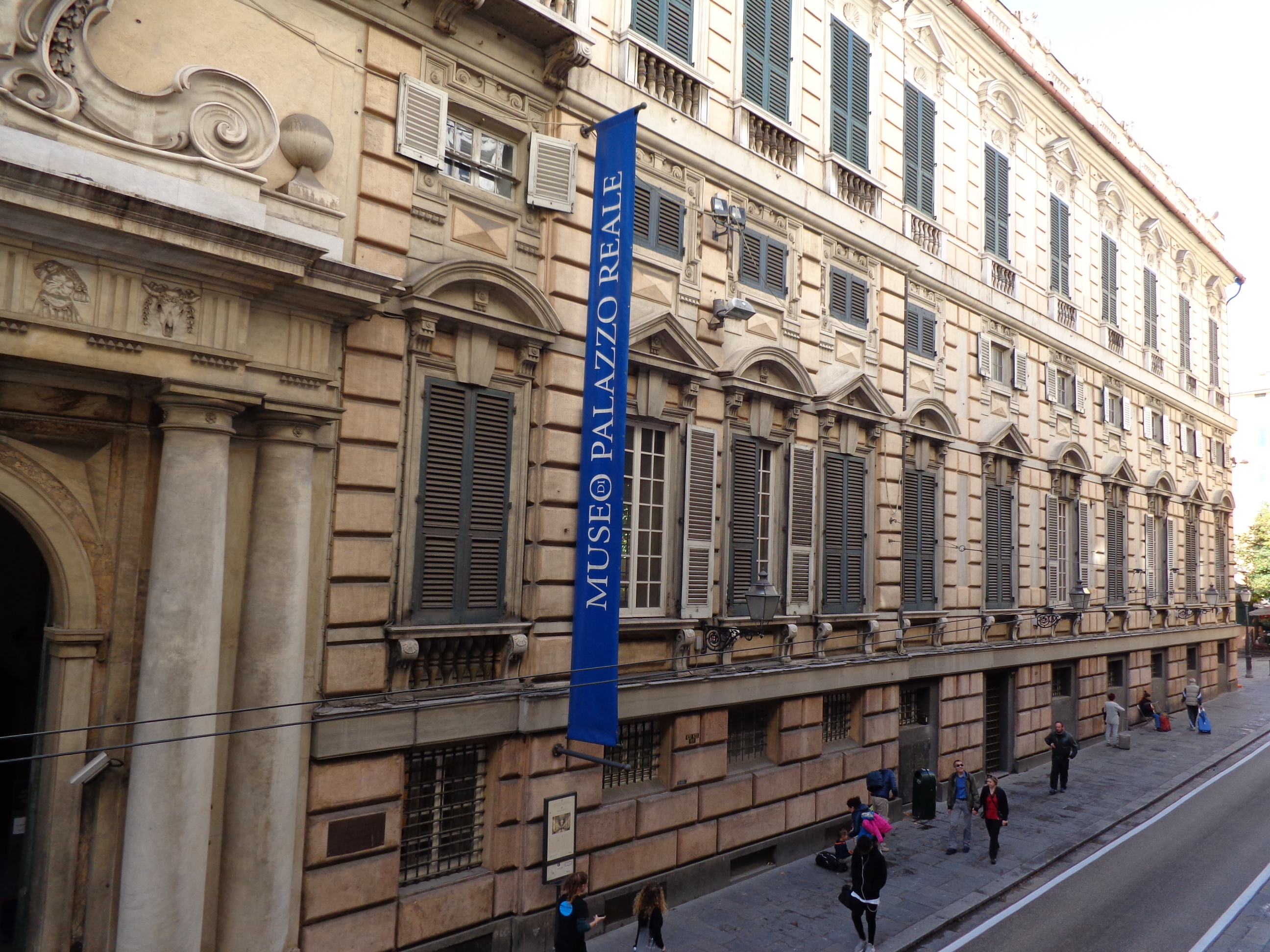
Palazzo Reale (nr 30)
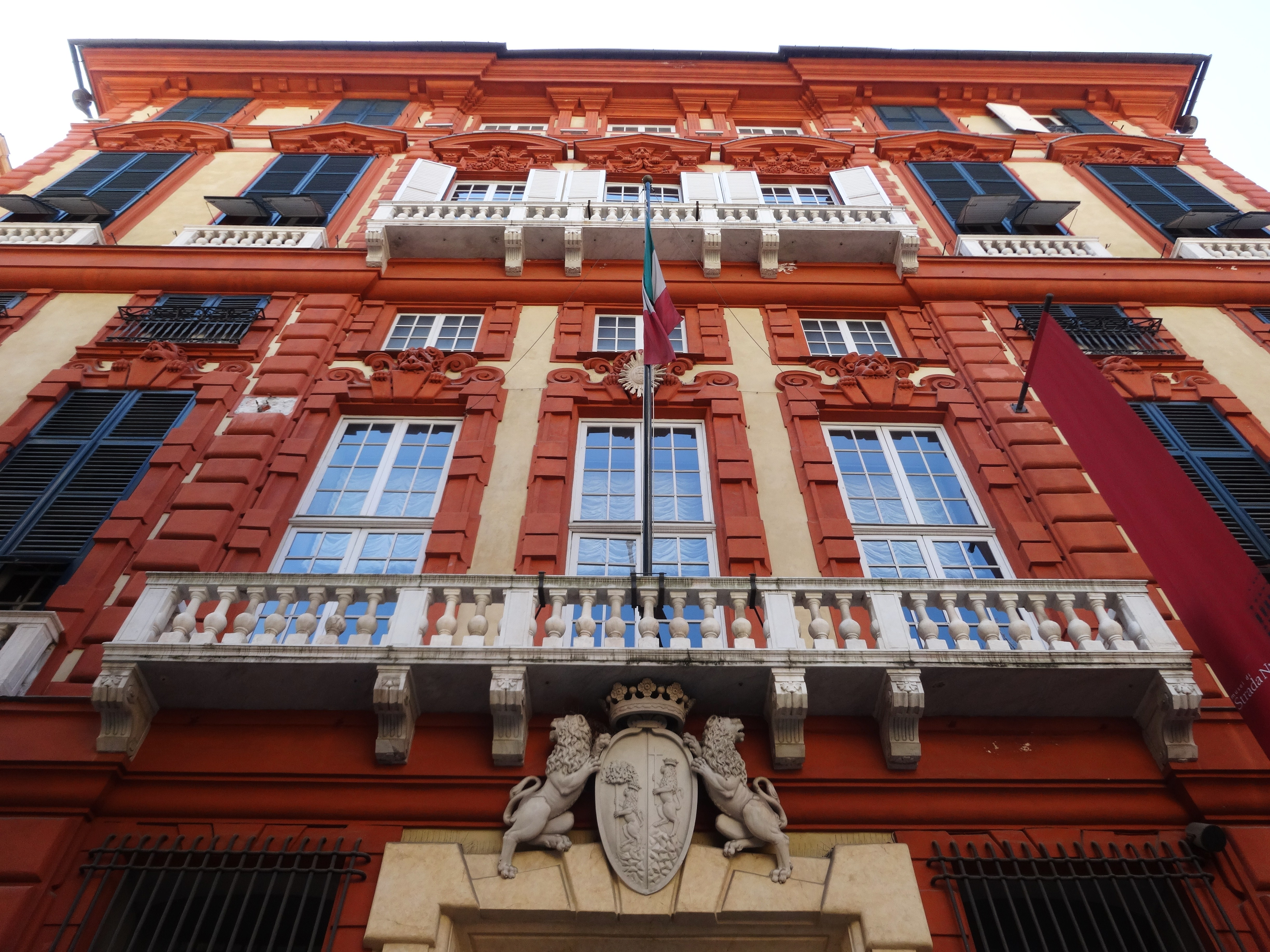
Palazzo Rosso (nr 19)
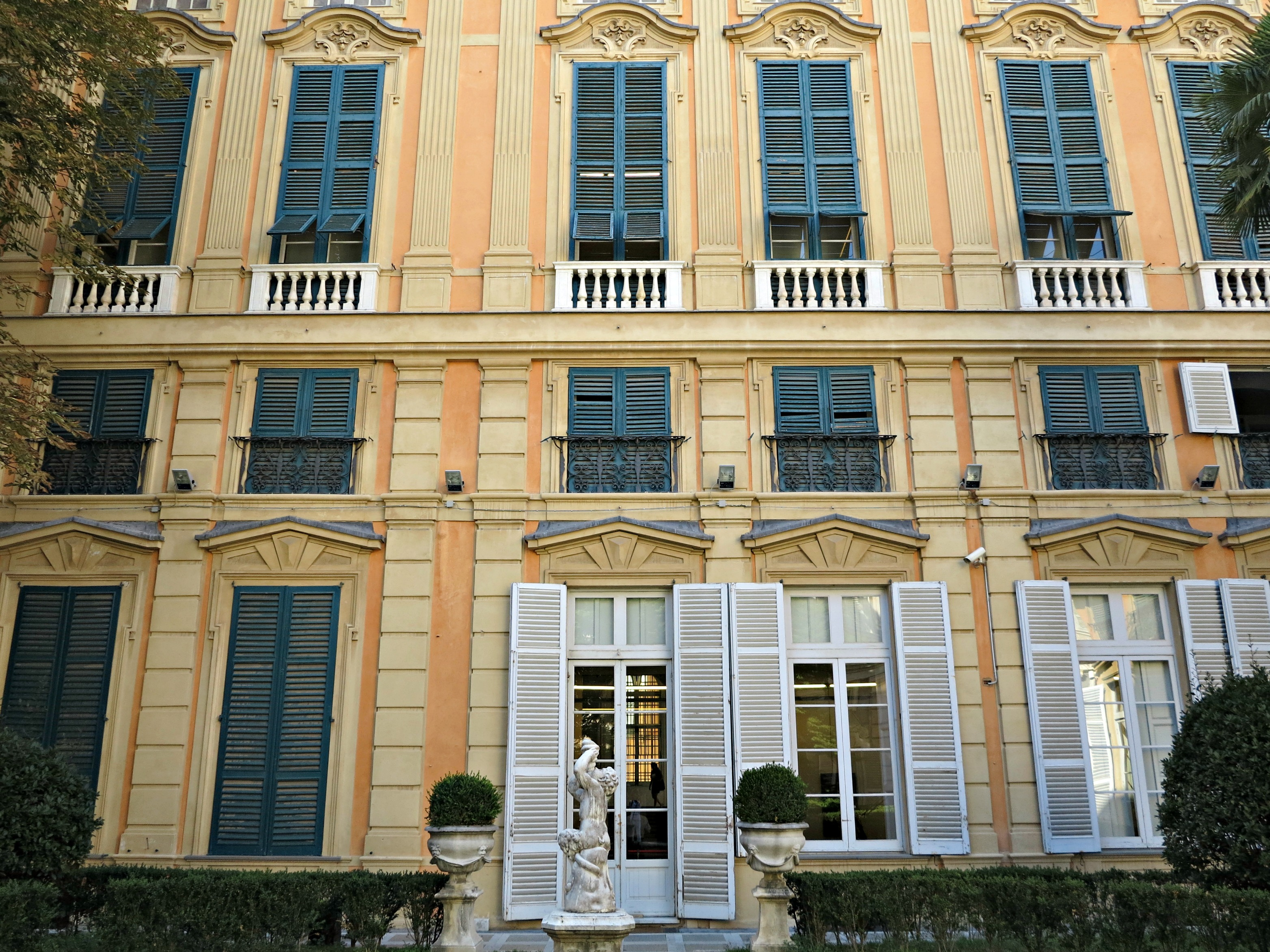
Palazzo Bianco (nr 18)
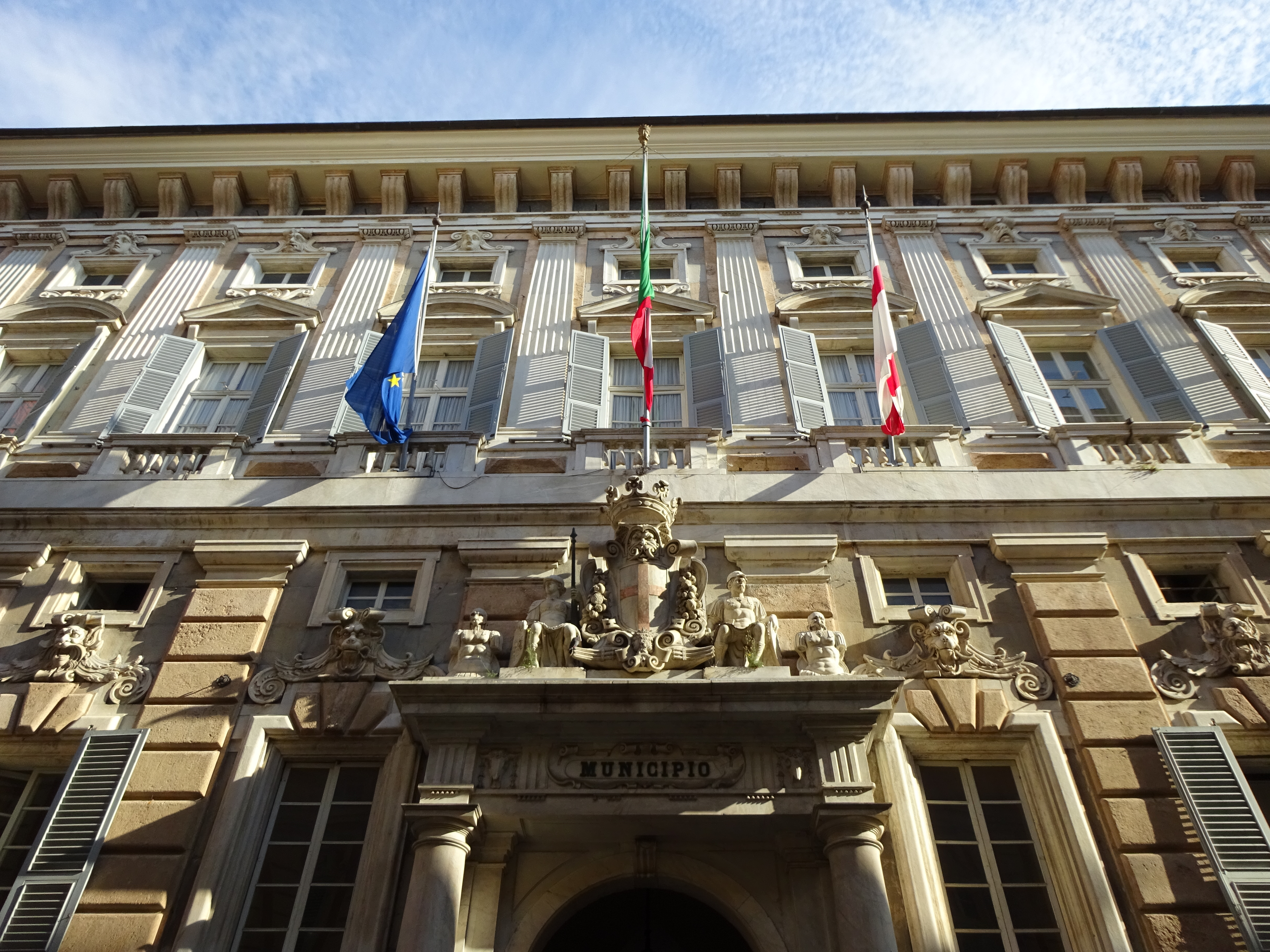
Palazzo Doria-Tursi (nr 16)
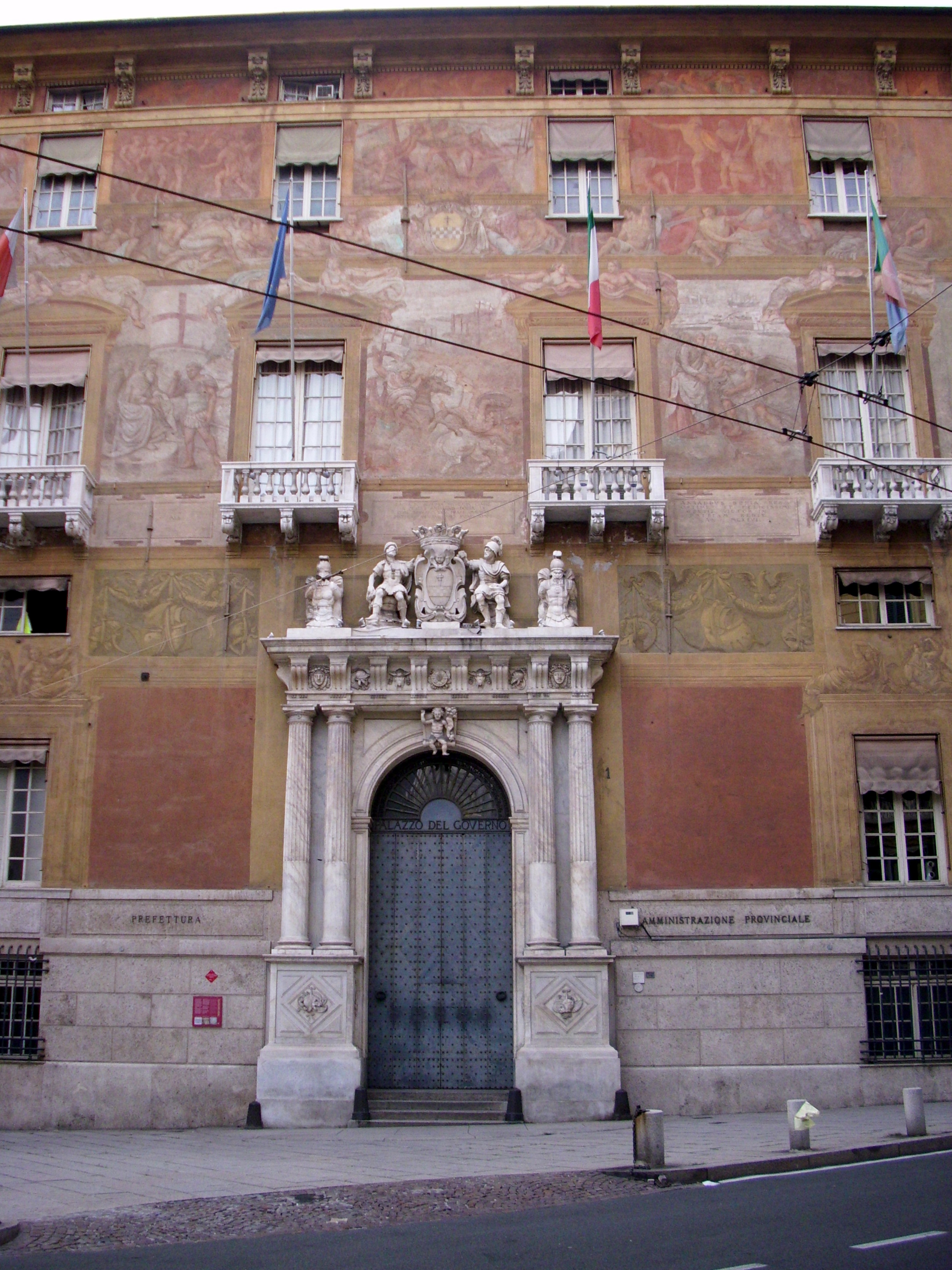
Palazzo Spinola Gio. Battista (nr 13)
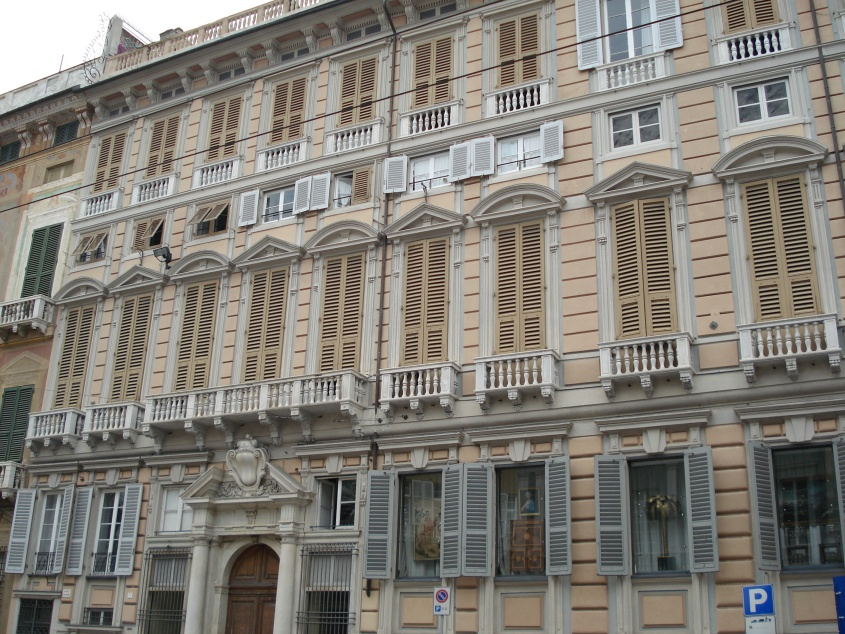
Palazzo Ayrolo Agostino (nr 6)